# ZNF649
ZNF649‏ (Zinc finger protein 649) هوَ بروتين يُشَفر بواسطة جين ZNF649 في الإنسان.